# Kaus Australis
Kaus Australis (Epsilon Sagittarii, ε Sgr) – najjaśniejsza gwiazda w gwiazdozbiorze Strzelca (wielkość gwiazdowa: 1,85m). Odległa od Słońca o około 143 lata świetlne.

## Nazwa
Gwiazda ta nosi tradycyjną nazwę Kaus Australis, która wywodzi się od arabskiego ‏قوس‎ qaws, co oznacza „łuk” z łacińskim określeniem Australis, czyli „południowa” (część). Wraz z gwiazdami Delta Sagittarii i Lambda Sagittarii tworzy „łuk” Strzelca. Międzynarodowa Unia Astronomiczna zatwierdziła użycie nazwy Kaus Australis dla określenia tej gwiazdy.

## Charakterystyka
Jest to gwiazda wielokrotna. Najjaśniejszy składnik Epsilon Sagittarii A (właściwy Kaus Australis) ma obserwowanę wielkość gwiazdową 1,85m. W odległości kątowej 38,6 sekundy widoczny jest jego towarzysz Epsilon Sagittarii B, o wielkości 14,30m.
Składnik A należy do typu widmowego B9,5 III. Temperatura powierzchni tego niebieskobiałego olbrzyma wynosi ok. 9200K. Jego promień przekracza siedmiokrotnie promień Słońca, a jasność jest 375 razy większa. W widmie gwiazdy stwierdzono pewne anomalie. Długo sądzono, że jest to gwiazda typu Lambda Boötis, szczególnie uboga w metale (pierwiastki cięższe niż hel), później wykreślono ją z tej kategorii. Wskutek szybkiego obrotu gwiazdę może otaczać gazowy dysk lub powłoka, której obecność zakłóca pomiary spektroskopowe.
Anomalie w widmie tej gwiazdy może tłumaczyć obecność bliższego towarzysza, zidentyfikowanego w 1993 r. Składnik Epsilon Sagittarii C ma wielkość 8,4m i znajduje się w odległości 2,4″ od olbrzyma (pomiar z 1999 r.). Jeśli należy on do późnego typu widmowego (K lub M), to jego obecność może tłumaczyć obserwowaną nadwyżkę promieniowania podczerwonego.